# Estación La Torre
La Torre fue una estación de ferrocarril que se hallaba en la localidad homónima, dentro de la comuna de Ovalle, en la Región de Coquimbo de Chile. Fue parte del Ramal Tongoy-Ovalle y actualmente se encuentra inactiva, con las vías levantadas.

## Historia
La estación fue construida entre 1894 y 1898 como parte de la extensión planificada desde Cerrillos hacia Ovalle y que alcanzaría en una primera etapa hasta la estación Trapiche. En las cercanías de la estación se encontraba la hacienda La Torre, dedicada a la producción de alfalfa.
La estación se encontraba a una altitud de 126 m s. n. m. según José Olayo López (1910). Dejó de prestar servicios cuando fue clausurada junto con el resto del ramal en 1938 y las vías fueron levantadas.